# Sun Sooley
Sun Sooley (* 1. Februar 1973 als Jules Souleymane Ba in Dakar) ist ein senegalesischer Singer-Songwriter und Reggae-Musiker.

## Werdegang
Sun Sooley schrieb sein erstes Lied im Alter von 12 Jahren und mit 14 seine ersten Gitarrennoten, 1987 entdeckte er sein Talent im Tanz. Nach einem abgebrochenen Schuljahr in Dakar/Senegal im Jahr 1988, widmete er sich der Live-Musik und gründete mit einigen Highschool-Freunden eine Band. 1993 schloss er sich einer der ersten senegalesischen, afrikanischen Hip-Hop-Gruppen Pee Froiss an. 1995 wechselte er zu der Gruppe Jant-Bi, mit der er 1996 mit über 80.000 verkauften Alben im Senegal den landesweiten Verkaufsrekord in der Kategorie Hip-Hop aufstellte. 1997 begab sich Jant-Bi auf eine Tournee durch Italien, Gambia und Mauretanien. 
Nach fünf erfolgreichen Jahren mit Jant-Bi startete Sun Sooley im Jahr 2000 seine Solokarriere mit Reggae-Musik, zu widmen und. Mit seinem Freund, dem Bassisten und Produzenten Abdourahmane Wone, auch bekannt als „Countryman“, gründete er die Gruppe Akiboulane. Die Gruppe erreichte Bekanntheit im Senegal und organisierte und produzierte Veranstaltungen. 2003 veröffentlichten sie die Compilation „Akiboulane“. 2003 produzierte Sun Sooley sein erstes Reggae-Album „Siratikal Moustaqim“ (The Straight Way) selbst und präsentierte es der senegalesischen Öffentlichkeit. 
Im September 2005 ließ er sich in Frankreich nieder und setzte seine Karriere mit Konzerten in Paris und im Süden Frankreichs fort. 2008 zog er nach Italien.
2010 veröffentlichte Sooley sein erstes internationales Album „One Day Inna Babylon“, das von Kritikern und der italienischen Reggae-Szene als „excellentes Album“ bezeichnet wird, Sooley sei ein „einzigartiger Künstler“. 
Alfonso Fanizza schreibt außerdem (Auszüge):

„Der senegalesische Sänger, der dem jamaikanischen Propheten [Bob Marley] spirituell verpflichtet ist, macht dies im Titel seines Albums „One day inna Babylon“ deutlich und erinnert daran, dass Babylon in den Liedern des Rastafari-Sängers so gepriesen wurde. 

Sooley […] besingt mit Kraft und Charakter die Sonne, das Leben, die musikalische Energie und die Spiritualität seines Landes.“

Während der Promotionstour des Albums in Europa (Italien, Frankreich, Spanien, Slowenien, Holland, Deutschland, Schweiz) teilte er die Bühnen mit Künstlern wie Sizzla, Capleton, Julian Marley, Max Romeo, Alpha Blondy oder Israel Vibration. Im selben Jahr war Sun Sooley Finalist beim European Reggae Contest in Italien und spielte auf Einladung von Alpha Blondy beim Rototom Sunsplash Festival auf der Lion Stage und der Main Stage den Song „Cocody Rock“. Es folgten drei Jahre Festivaltourneen in Italien (Positive River, Fara Rock, Solidar'Rock, Mammut Fire, Somenfest, Coincidenze usw.), aber auch das Fesman in Dakar sowie Dschibuti mit dem Musikfestival am Institute French. In den folgenden Jahren trat er auf Bühnen in Slowenien (Overjam), Theatron (München) und Flag Flow High (Österreich) auf. Im Dezember 2018 veröffentlichte Sun Sooley sein Album „Rise And Shine“, produziert von Universoul Records, seinem unabhängigen Label. Dieses Label produzierte bereits 2017 mit dem House of Riddim of Austria „Rise up Afreeka“ die erste afrikanische Reggae-Compilation mit Künstlern aus Afrika. 2023 trat er beim Africa Festival in Stuttgart auf.

## Diskografie
- 2003: Siratikal Moustaqim (The Straight Way)
- 2010: One Day Inna Babylon[6]
- 2018: Rise And Shine (Universoul Records)